# ظاهراتية مصاحبة
الظاهراتية المصاحبة (Epiphenomenalism) هي مذهب فلسفي مهتم بمسألة العقل - الجسد والتي تقول بأن الأحداث الفيزيائية الأساسية (أعضاء الحس، الإشارات العصبية، والتقلصات العضلية) هي أحداث سببية قياساً إلى الأحداث العقلية الذهنية (الأفكار والوعي والإدراك).
تظهر الأحداث العقلية في هذا المذهب الفلسفي على أنها معتمدة بشكل كامل على الوظائف الفيزيائية، وبالتالي، ليس لها وجود مستقل أو فاعلية سببية، بل تكون مجرد ظهور لحالة ما. على سبيل المثال، يبدو للعيان أن الخوف هو من يسرّع من نبض القلب، ولكن حسب مبدأ الظاهراتية المصاحبة فإن حالة الجهاز العصبي هي التي تسبب تسرّع نبض القلب. على الرغم من أن الأحداث العقلية هي نوع من الدفق الذي لا يمكن له أن بسبب أي شيء فيزيائي، إلا أن لها خصائص غير فيزيائية، بالتالي ينظر للمظاهراتية المصاحبة على أنها نوع من مثنوية الخصائص.

## اقرأ أيضاً
- ظاهراتية
- مسألة العقل - الجسد
- مثنوية الخصائص